# Ashley Delaney
Ashley Delaney (n. 11 aprilie 1986, Sale⁠(d), Victoria, Australia) este un înotător ce a reprezentat Australia, medaliat olimpic. A participat la o ediție a Jocurilor Olimpice (2008) în care a câștigat două medalii de argint.